# Betty White
Betty Marion White (født 17. januar 1922 i Oak Park, Illinois, død 31. december 2021) var en amerikansk skuespiller, komiker og tidligere tv-vært. Betty White døde 31. december 2021 i sit hjem i Los Angeles. 
Hun begyndte sin karriere i 1945 og modtog 6 Emmy Awards samt var nomineret 12 gange. Hun er bl.a. kendt fra komedieserien Pantertanter.